# Rogers TV
Rogers TV (anglais) et TV Rogers (français) est un système de télévision communautaire canadien. Comme son nom l'indique, il est la propriété de Rogers Communications et offert uniquement aux abonnés du câble de Rogers.

## Postes locaux

### Postes francophones
- Bathurst, Nouveau-Brunswick
- Edmundston, Nouveau-Brunswick
- Moncton, Nouveau-Brunswick
- Ottawa, Ontario
- Péninsule acadienne, Nouveau-Brunswick

### Postes anglophones
- Bathurst, Nouveau-Brunswick
- Brampton, Ontario
- Brantford, Ontario
- Corner Brook, Terre-Neuve-et-Labrador
- Fredericton, Nouveau-Brunswick
- Gander, Terre-Neuve-et-Labrador
- Grand Falls-Windsor, Terre-Neuve-et-Labrador
- Grey County, Ontario
- Guelph, Ontario
- Kitchener, Ontario
- London, Ontario
- Miramichi, Nouveau-Brunswick
- Mississauga, Ontario
- Moncton, Nouveau-Brunswick
- Simcoe County, Ontario
- Stratford, Ontario
- Strathroy-Caradoc, Ontario
- Saint-Jean, Nouveau-Brunswick
- Saint-Jean, Terre-Neuve-et-Labrador
- Tillsonburg, Ontario
- Toronto, Ontario
- Waterloo, Ontario
- Woodstock, Ontario
- York, Ontario